# Rui Fonte
Rui Pedro da Rocha Fonte, noto semplicemente come Rui Fonte (Lisbona, 23 aprile 1990), è un ex calciatore portoghese, di ruolo attaccante.

## Biografia
Ha un fratello più grande, José Fonte, anch'egli calciatore e suo compagno di squadra al Crystal Palace nella stagione 2008-2009 e al Lille nella stagione 2018-2019.

## Carriera
Dal 1997 al 2006 gioca nelle giovanili dello Sporting Lisbona. Successivamente firma un contratto triennale con l'Arsenal giocando regolarmente con la squadra riserve. Fa il suo debutto ufficiale con la prima squadra l'11 novembre 2008 in coppa di lega sostituendo Carlos Vela durante la partita vinta 3-0 contro il Wigan. Il 30 gennaio 2009 passa in prestito al Crystal Palace in seconda divisione inglese scendendo in campo solamente per 498 minuti distribuiti in 10 partite.
Tornato allo Sporting Lisbona viene mandato in prestito al Vitória Setúbal.
Dal 14 giugno 2011 al 29 gennaio 2013 gioca in prestito alla squadra spagnola dell'Espanyol. Il 17 gennaio 2012 segna il suo primo gol con la nuova squadra nella vittoria per 3-2 contro il Mirandés in Copa del Rey. Il suo primo gol nella Liga arriva una settimana dopo contro il Granada, nella quale segna il gol del definitivo 3-0.
Il 29 gennaio 2013 firma un contratto di 5 anni con il Benfica. Inizialmente aggregato alla squadra B, militante in seconda divisione, subisce un grave infortunio al ginocchio che lo terrà fuori fino a fine stagione. Completamente ristabilitosi inizia la stagione 2014/2015 giocando prevalentemente con la squadra B e finalmente può mostrare tutto il suo talento. In 26 presenze infatti mette a segno ben 18 reti diventando il capocannoniere della seconda divisione portoghese alla fine del girone di andata. Colleziona anche una presenza in prima squadra nella partita di coppa di lega contro Arouca, nella quale gioca 45' facendo un assist.
Il 2 febbraio 2015 passa in prestito al Belenenses fino al termine della stagione. Il 14 febbraio segna il suo primo gol in prima divisione portoghese con la nuova maglia, portando momentaneamente in vantaggio il Belenenses al 69' durante la partita pareggiata 1-1 contro lo Sporting Lisbona.
Nel 2016 viene ceduto al Braga.

## Palmarès

### Club

#### Competizioni nazionali
- Coppa del Portogallo: 2

Braga: 2015-2016, 2020-2021
- Coppa di Lega portoghese: 1

Braga: 2019-2020